# Craspedosis galathea
Craspedosis galathea là một loài bướm đêm trong họ Geometridae.